# طایفه گروس
گروس، نام بزرگ‌ترین و مهم‌ترین طایفهٔ کرد زبان.ساکن در بیجار در کردستان بوده‌ است؛ از این طایفه بزرگ طوایفی جدا می‌گردد که طایفهٔ کبودوند گروس یکی از آن‌ها می‌باشد.
محمدحسین مستوفی از طایفه‌ی گروس به‌عنوان یکی از طوایف قدیمی ایرانی‌الاصل نام می‌برد.
مینورسکی به نقل از کتاب تاریخ عالم آرای عباسی، آورده‌است: طایفه گروس در دوران صفویه، هم ردیف با طوایف: چگنی و اردلان و بختیاری و فیلی و حضرتی و… است.

## پیشینه
برخی مورخان معتقدند این طایفه نام خود را هنگامی که در این منطقه ساکن شده‌اند به محل سکونت خود داده‌اند. زاگروس= زا + گروس به معنی زادگاه قوم گروس (کورت یا کورد) هست تمام واژه های گروس، کروس ، کورت، کورد، کرد ، گرد هم معنی هستند فقط تلفظ آن در نواحی جغرافیایی تغییر کرده است. در استان کرمانشاه و کردستان در ایران اقوام کورد زبانی زندگی می کنند که خود را گروس و زبان خود را کوردی گروسی می دانند. 

طایفه گروس به دو دسته تقسیم می‌شود، یک شاخه آن بسیار کوچک می‌شود و شاخه دیگر آن که شاخهٔ اصلی طایفه می‌باشد، همان طایفهٔ کبودوند گروس است؛ امیرنظام گروسی از طایفه کبودوند گروس بوده‌است.
ایل گروس چون بزرگترین طایفهٔ منطقه بوده‌است از همان اوایل سکونت دائمی، حکومت منطقه را نیز به دست گرفته‌است و عده‌ای از نویسندگان آورده‌اند که طایفه گروس از حدود ۷۰۰ سال پیش، یعنی از اواخر قرن هفت ه‍. ق، حکومت در گروس را به دست آورده‌اند

## حکام طایفه کبودوند گروس
- لطف‌علی خان گروسی - حاکم گروس- قم، خلجستان.
- حسین‌علی خان گروسی - حاکم گروس - ایشیک آقاسی نادر شاه افشار.
- محمدامین خان گروسی - حاکم گروس و کرمان.
- امیر نجف‌قلی خان گروسی - حاکم گروس و اردبیل - از مقربان دستگاه عباس میرزا (نایب السلطنه).
- محمد صادق خان گروسی - حاکم گروس
- حسن‌علی خان (امیر نظام گروسی) - سیاستمدار، وزیر، دیپلمات، ادیب و خوشنویس
- یحیی خان گروسی - فرمانده فوج گروس
- زین العابدین خان گروسی - حاکم گروس
- علی‌رضا خان گروسی - حاکم گروس
- عبدالحسین خان سالار الملک گروسی - حاکم کردستان، کرمانشاهان، گروس، ولایات ثلاث (ملایر، تویسرکان، نهاوند)، رئیس پلیس ایران در زمان محمدعلی شاه قاجار[۶][۷]
- افتخار نظام گروسی - فرمانده سواره نظام گروس
- الهیار خان امیرعلاءالدین گروسی - حاکم صائین قلعه، ولایات ثلاث و گروس.